# Antónov An-12
L'Antonov An-12 (denominació OTAN: Cub) és un avió de transport militar amb quatre turbohèlices dissenyat a la Unió Soviètica. És la versió militar de l'Antónov An-10. El primer prototip va volar el desembre de 1957. Se'n van construir uns 900, tant en versions militars com civils, abans que n'acabés la producció el 1973.
Una de les variants, igual que es va fer amb l'Hercules C-130, va ser utilitzada de base per una plataforma de SIGINT, de les sigles en anglès SIGnal INTelligence (Intel·ligència de Senyals). Algunes altres versions del Cub s'utilitzen en funcions de contramesures electròniques i avaluació.

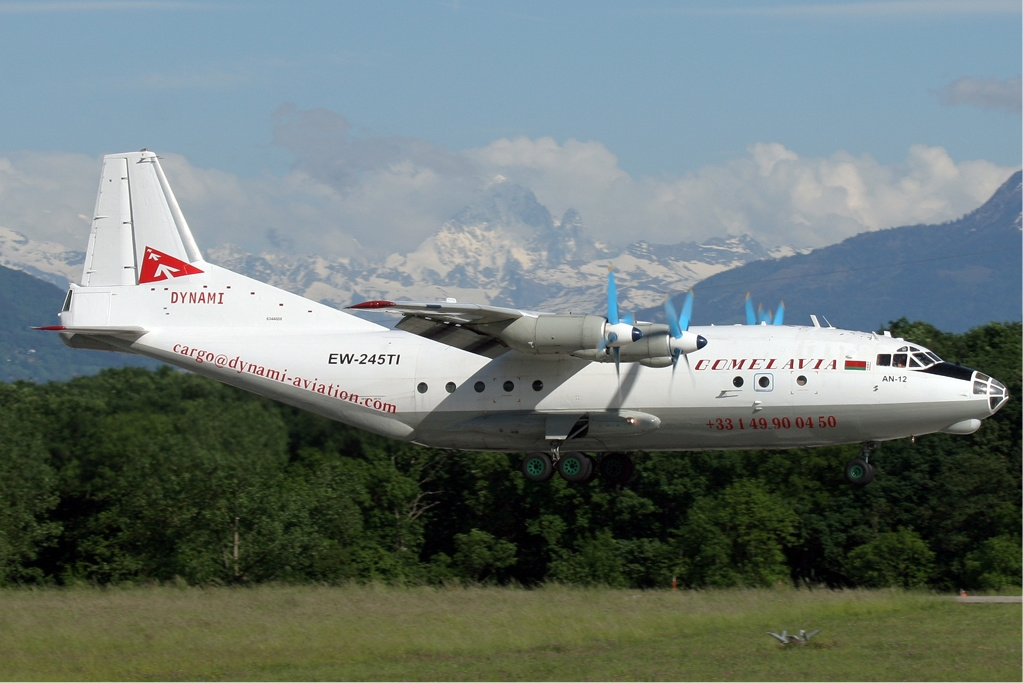
Un An-12 de la compnayia Gomelavia, aterrant el 2009 a l'aeroport de Ginebra.

## Especificacions (An-12)
Dades de Global Aircraft, Airliners.net
Característiques generals
- Tripulació: 5: 2 pilots, enginyer de vol, navegador i operador de ràdio
- Càrrega útil: 20.000 kg
- Longitud: 33,10 m
- Envergadura: 38,00 m
- Alçada: 10,53 m
- Superfície de l'ala 121,7 m²
- Pes buit: 28.000 kg
- Càrrega útil: 60 paracaigudistes
- Pes màxim d'enlairament: 61.000 kg
- Motors: 4×  turbohèlice Progress AI-20L o AI-20M, 4.000 CV   cada un

 Rendiment 
- Velocitat màxima: 777 km/h (419 nusos)
- Velocitat de creuer: 670 km/h
- Abast: 

  - Amb combustible màxim: 5.700 km
- Sostre de servei: 10.200 m
- Ràtio d'ascens: 10 m/s

Armament

- Metralladores: 2 canons automàtics de calibre 23 mm Nudelman-Rikhter NR-23 en una torreta de cua (només alguns avions)